# Coppa Italia di pallapugno 2014
La Coppa Italia di pallapugno 2014 è stata la 29ª edizione della coppa nazionale e si è svolta dal 10 giugno al 31 agosto 2014. Al torneo hanno partecipato otto squadre di club italiane e la vittoria finale è andata per la seconda volta alla Pallonistica Albese.

## Regolamento
Hanno preso parte al torneo le prime otto squadre classificate al termine del girone d'andata della Serie A 2014. Le società qualificate si sono affrontate nei quarti di finale e nelle semifinali in casa della meglio classificata, mentre la finale si è disputata sul campo neutro di Dogliani. La squadra vincitrice affronterà i campioni d'Italia nella Supercoppa italiana 2015.

## Torneo

### Tabellone
|  | Quarti di finale | Quarti di finale | Quarti di finale |          |              | Semifinali | Semifinali | Semifinali |  |  | Finali | Finali | Finali |
|  |                  |                  |                  |          |              |            |            |            |  |  |        |        |        |
|  | 1                | Albese           | 11               |          |              |            |            |            |  |  |        |        |        |
|  | 8                | Imperiese        | 7                |          |              |            |            |            |  |  |        |        |        |
|  | 8                | Imperiese        | 7                |          | 1            | Albese     | 11         |            |  |  |        |        |        |
|  |                  |                  |                  |          | 1            | Albese     | 11         |            |  |  |        |        |        |
|  |                  | 4                | Monticellese     | 3        |              |            |            |            |  |  |        |        |        |
|  | 4                | 4                | Monticellese     | 3        | Monticellese | 11         |            |            |  |  |        |        |        |
|  | 4                |                  |                  |          | Monticellese | 11         |            |            |  |  |        |        |        |
|  | 5                | Subalcuneo       | 5                |          |              |            |            |            |  |  |        |        |        |
|  |                  |                  |                  |          |              |            |            |            |  |  | 1      | Albese | 11     |
|  |                  |                  | 2                | Canalese | 7            |            |            |            |  |  |        |        |        |
|  | 2                | Canalese         | 11               |          |              |            |            |            |  |  |        |        |        |
|  | 7                | Pro Spigno       | 9                |          |              |            |            |            |  |  |        |        |        |
|  | 7                | Pro Spigno       | 9                |          | 2            | Canalese   | 11         |            |  |  |        |        |        |
|  |                  |                  |                  |          | 2            | Canalese   | 11         |            |  |  |        |        |        |
|  |                  | 6                | Augusto Manzo    | 6        |              |            |            |            |  |  |        |        |        |
|  | 3                | 6                | Augusto Manzo    | 6        | Monferrina   | 9          |            |            |  |  |        |        |        |
|  | 3                |                  |                  |          | Monferrina   | 9          |            |            |  |  |        |        |        |
|  | 6                | Augusto Manzo    | 11               |          |              |            |            |            |  |  |        |        |        |

### Risultati

#### Quarti di finale
| 12 giugno 2014 - ore 21:00 Sferisterio A. Mermet, Alba              | Albese       | 11 - 7 | Imperiese     |
| 10 giugno 2014 - ore 21:00 Sferisterio E. Borney, Monticello d'Alba | Monticellese | 11 - 5 | Subalcuneo    |
| 9 luglio 2014 - ore 21:00 Sferisterio F. Gioietti, Canale           | Canalese     | 11 - 9 | Pro Spigno    |
| 10 giugno 2014 - ore 21:00 Sferisterio C. Porro, Vignale Monferrato | Monferrina   | 9 - 11 | Augusto Manzo |

#### Semifinali
| 29 luglio 2014 - ore 21:00 Sferisterio A. Mermet, Alba    | Albese   | 11 - 3 | Monticellese  |
| 5 agosto 2014 - ore 21:00 Sferisterio F. Gioietti, Canale | Canalese | 11 - 6 | Augusto Manzo |

#### Finale
| 30 agosto 2014 - ore 21:00 Sferisterio R. Franco, Dogliani | Albese | 11 - 7 | Canalese |